# Boškarin
Boškarin, znan tudi kot istrsko govedo, je avtohtona istrska dolgoroga pasma domačega goveda. 

## Izvor
Današnje istrsko govedo izvira iz podolske pasme, ki se je iz Podonavja širila v Rimsko cesarstvo z rimskimi legijami. Genske analize so pokazale, da je kljub podobnosti z različnimi podolskimi pasmami boškarin samostojna pasma.

## Nekdanja razširjenost
V Istri so bili boškarini včasih najbolj razširjena pasma. Vole, ki dosežejo težo od 1100 do 1300 kg, so uporabljali za oranje in jih vpregali v vozove. Boškarine so redili na celotnem istrskem polotoku in delno tudi na otoku Krku.
Do zmanjšanja števila boškarinov je prišlo po drugi svetovni vojni, ko so tudi v Istri pričeli kmetje uporabljati strojno mehanizacijo, predvsem traktorje z raznimi priključki. V slovenski Istri je istrsko govedo skoraj povsem izumrlo.

## Obnovitev pasme
Šele v začetku 2. tisočletja, leta 2012, so z uvozom desetih brejih plemenskih telic iz južne Italije (med prvimi rejci je bil naravni rezervat Škocjanski zatok pri Kopru) poskrbeli za matično čredo in za ponovno razširitev pasme.

## Značilnosti pasme
Istrsko govedo je pozno zrela pasma, saj odraste pri starosti 6 do 7 let. Boškarini imajo dolgo življenjsko dobo, saj se za delo in razmnoževanje lahko uporabljajo do 20 let. Odrasli voli imajo višino vihra okoli 150 cm. Značilno podobo jim dajejo veliki usločeni rogovi, ki so lahko dolgi do 1,50 m. Istrsko govedo je po naravi umirjeno, prijazno, vztrajno, ubogljivo, z malimi potrebami po krmi, kar je odraz večstoletne reje boškarinov kot delovne živali, ne pa za proizvodnjo mleka. Hranijo se s senom oz. travo.